# قیفک‌های کالیفرنیایی
قیفک‌های کالیفرنیایی (نام علمی: Californiconus) نام یک سرده از تیره قیفکیان است.